# Cardellina
A Cardellina a madarak osztályának verébalakúak (Passeriformes) rendjébe és az újvilági poszátafélék (Parulidae) családjába tartozó nem.

## Rendszerezésük
A nemet Charles Lucien Jules Laurent Bonaparte 1850-ben, az alábbi 5 faj tartozik ide:
- Cardellina canadensis
- Cardellina pusilla
- Cardellina rubrifrons
- Cardellina rubra
- Cardellina versicolor